# Ursula Happe
Ursula Happe (Danzig, 20 oktober 1926 – Dortmund, 26 maart 2021) was een Duits zwemmer.

## Biografie
Tijdens de Europese kampioenschappen zwemmen 1954 won Happe de gouden medaille op de 200m schoolslag en de bronzen medaille op de 100m vlinderslag.
Happe won tijdens de Olympische Zomerspelen van 1956 gouden medaille medaille op de 200m schoolslag door haar grote rivaal de Hongaarse Éva Székely te verslaan.

## Internationale toernooien
| Jaar | Olympische Spelen   | Europese kampioenschappen          |
| ---- | ------------------- | ---------------------------------- |
| 1952 | 13e 200m schoolslag |                                    |
| 1953 |                     |                                    |
| 1954 |                     | 200m schoolslag · 100m vlinderslag |
| 1955 |                     |                                    |
| 1956 | 200m schoolslag     |                                    |

1924: Lucy Morton ·
1928: Hilde Schrader ·
1932: Clare Dennis ·
1936: Hideko Maehata ·
1948: Nel van Vliet ·
1952: Éva Székely ·
1956: Ursula Happe ·
1960: Anita Lonsbrough ·
1964: Galina Prozoemensjtsjikova ·
1968: Sharon Wichman ·
1972: Beverley Whitfield ·
1976: Marina Kosjevaja ·
1980: Lina Kačiušytė ·
1984: Anne Ottenbrite ·
1988: Silke Hörner ·
1992: Kyoko Iwasaki ·
1996: Penelope Heyns ·
2000: Ágnes Kovács ·
2004: Amanda Beard ·
2008: Rebecca Soni ·
2012: Rebecca Soni ·
2016: Rie Kaneto ·
2020: Tatjana Schoenmaker ·
2024: Kate Douglass